# Naučná stezka Bolelouc
Naučná stezka Bolelouc je naučná stezka v obecním parku Bolelouc ve vesnici Bolelouc patřící do městysu Dub nad Moravou v okrese Olomouc. Geograficky se nachází v mezoregionu Hornomoravský úval, v etnickém regionu Haná a v Olomouckém kraji.

## Historie a popis stezky
Naučná stezka Bolelouc je dendrologická naučná stezka, která se zaměřuje na popis stromů v údolí obecního parku Bolelouc. Byla zřízena v roce 2013 a má délku cca 0,6 km. Stezka je vytvořena na dobře revitalizovaném pozemku původní komunální skládky odpadu a vznikala v rámci projektu česko-polské spolupráce s polskou gminou Leśnica..

### Zastavení na stezce
Stezka má 10 zastavení u jednotlivých nejzajímavějších stromů s informačními tabulemi v českém a polském jazyce:
- javor babyka
- javor mléč
- bříza bělokorá
- buk lesní
- třešeň ptačí
- střemcha obecná
- jeřáb muk
- lípa velkolistá
- dub letní
- dub zimní

## Další informace
Stezka je celoročně volně přístupná.

## Galerie

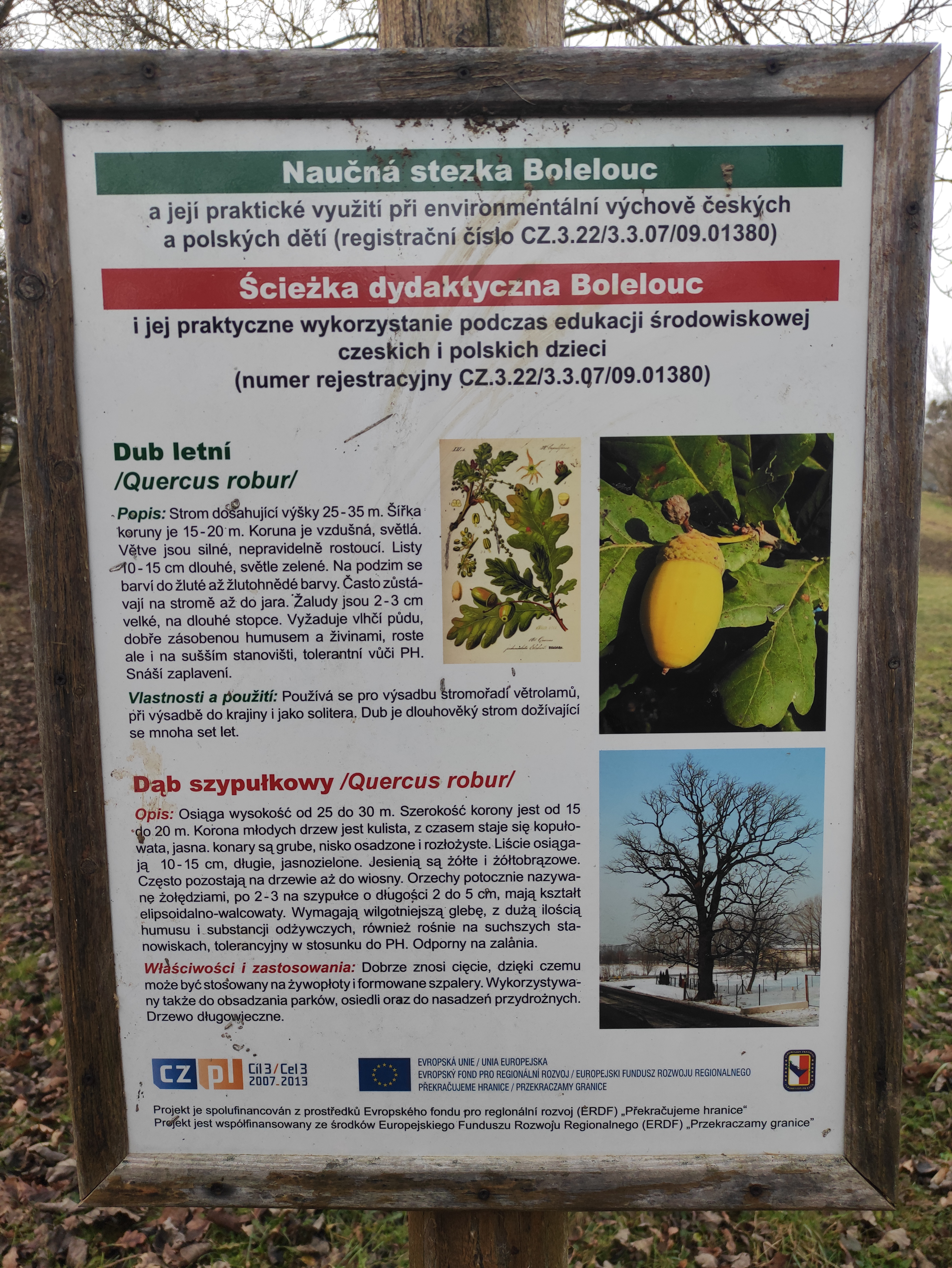
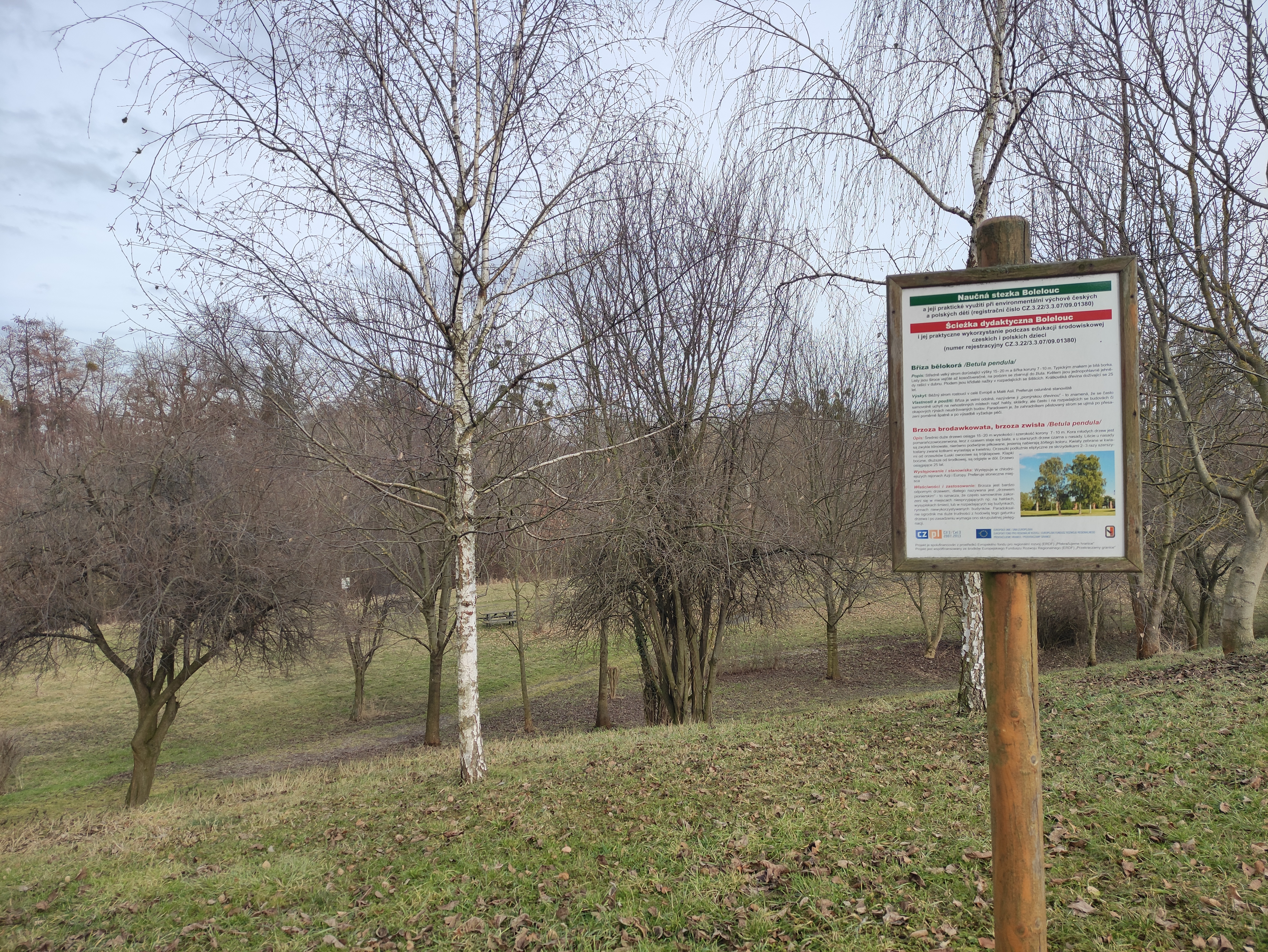